# Monttea aphylla
Monttea aphylla es una especie de planta fanerógama de la familia Scrophulariaceae. Es originaria de Argentina.

## Taxonomía
El género fue descrito por (Miers) Benth. & Hook.f.  y publicado en Genera Plantarum 946. 1876.
Sinonimia
- Oxycladus aphyllus Miers[2]